# SAIMAN 202
Die SAIMAN 202 war ein italienisches Sport-, Schul- und Reiseflugzeug.

## Entwicklung
Die SAIMAN 202 wurde von Mario Bottini, Chefkonstrukteur bei der Società Anonima Industrie Meccaniche Aeronautiche Navali (SAIMAN), aufgrund einer Spezifikation des italienischen Luftfahrtministeriums für ein Schul- und Verbindungsflugzeug entworfen. Der Erstflug des Prototyps, ausgerüstet mit einem britischen Gipsy-Major-Motor und dem Kennzeichen I–BOTT, fand im Frühjahr 1938 statt. Der Antrieb wurde für die Serienproduktion beibehalten und in Italien als Alfa Romeo 110 in Lizenz hergestellt. Von dem als Zweisitzer ausgelegten Typ wurden anfangs nur 27 Exemplare gebaut, die bis zum 31. Dezember 1939 fast ausnahmslos an zivile Eigner geliefert wurden. Der italienische Luftsportverband Reale Unione Nazionale Aeronautica (RUNA) setzte zwei Exemplare der Grundausführung sowie vier Stück der ab Mai 1939 ausgelieferten, überarbeiteten Version SAIMAN 202/I für die Pilotenausbildung ein. Eine Variante mit veränderter Kabine erhielt die Bezeichnung SAIMAN 202bis.
Für den im Sommer 1939 stattfindenden Sportfliegerwettbewerb Avio Raduno del Littorio erschien die SAIMAN 202RL mit auf 10,00 m reduzierte Spannweite, die aber ansonsten mit der Grundausführung identisch war, sowie die mit einem leistungsstärkeren Antrieb Alfa Romeo 115 versehene, viersitzige SAIMAN 204R. Auch sie besaß auf 10 m gekürzte Tragflächen. 1940 wurden neun weitere Flugzeuge an Privatpersonen verkauft.
Die Regia Aeronautica entschied sich zum Ende der 1930er Jahre auf der Suche nach einem Flugzeug für die Pilotenschulung zur Beschaffung der SAIMAN 202. Dafür entwickelte Bottini eine vereinfachte Version unter der Bezeichnung SAIMAN 202M. Um den im Oktober 1939 erteilten Großauftrag bewältigen zu können, wurde der Serienbau auf verschiedene Werke aufgeteilt. Die mit 275 Stück größte Anzahl produzierte SAIMAN in Rom, 85 Flugzeuge lieferte die Compagnia Nazionale Aeronautica (CNA) und 65 kamen von der Società per Azioni Costruzioni Aero Navali (SACA). Die SAIMAN 202M wurde vielfach sowohl als Ausbildungsflugzeug an den Flugschulen der Luftstreitkräfte als auch Verbindungs- und Stabsreiseflugzeug für ranghohe Militärs oder Diplomaten genutzt.

## Aufbau
Die SAIMAN 202 und 204 waren freitragende Tiefdecker in Ganzholzbauweise. Der Rumpf bestand aus einem stoffbespannten Holzgerüst. Die Tragfläche mit tragender Sperrholzbeplankung wurde aus dem Mittelstück mit Spreizklappe und zwei Außenflächen mit Querrudern und Wölbklappen gebildet. Das Hauptfahrwerk besaß starre Federbeine mit aerodynamischen Verkleidungen. Am Heck befand sich ein Spornrad.

## Technische Daten
| Kenngröße              | Daten (SAIMAN 202, 1938)                   | Daten (SAIMAN 202RL, 1939)                 | Daten (SAIMAN 204R, 1939)                   |
| ---------------------- | ------------------------------------------ | ------------------------------------------ | ------------------------------------------- |
| Besatzung/Passagiere   | 2                                          | 2                                          | 4                                           |
| Spannweite             | 11,2 m                                     | 10,0 m                                     | 10,0 m                                      |
| Länge                  | 7,6 m                                      | 7,6 m                                      | 8,0 m                                       |
| Höhe                   | 1,91 m                                     | 1,91 m                                     |                                             |
| Flügelfläche           | 18,0 m²                                    | 16,0 m²                                    | 16,0 m²                                     |
| Flügelstreckung        | 6,9                                        | 6,2                                        | 6,2                                         |
| Flächenbelastung       | 51,7 kg/m²                                 | 60,0 kg/m²                                 | 81,3 kg/m²                                  |
| Leistungsbelastung     | 7,2 kg/PS                                  | 7,4 kg/PS                                  | 6,5 kg/PS                                   |
| Flächenleistung        | 7,2 PS/m²                                  | 8,1 PS/m²                                  | 12,5 PS/m²                                  |
| Leermasse              | 630 kg                                     | 600 kg                                     | 750 kg                                      |
| Zuladung               | 300 kg                                     | 360 kg                                     | 550 kg                                      |
| Startmasse             | 930 kg                                     | 960 kg                                     | 1300 kg                                     |
| Antrieb                | ein luftgekühlter Vierzylinder-Reihenmotor | ein luftgekühlter Vierzylinder-Reihenmotor | ein luftgekühlter Sechszylinder-Reihenmotor |
| Typ                    | Alfa Romeo 110                             | Alfa Romeo 110                             | Alfa Romeo 115                              |
| Nennleistung           | 130 PS (96 kW)                             | 130 PS (96 kW)                             | 200 PS (147 kW)                             |
| Höchstgeschwindigkeit  | 230 km/h                                   | 255 km/h                                   | 295 km/h                                    |
| Landegeschwindigkeit   | 70 km/h                                    |                                            |                                             |
| Mindestgeschwindigkeit |                                            | 67 km/h                                    | 85 km/h                                     |
| Gipfelhöhe             | 5000 m                                     |                                            |                                             |
| Reichweite             | 700 km                                     |                                            |                                             |